# Pudrad kärrtrollslända
Pudrad kärrtrollslända (Leucorrhinia albifrons) är en art i insektsordningen trollsländor som tillhör familjen segeltrollsländor. 

## Kännetecken
Den pudrade kärrtrollsländans trivialnamn kommer av att hanens bakkropp ser ut att vara "pudrad" i vitt, särskilt på den främre delen. Grundfärgen hos både hanen och honan är mörkt blåaktig. Pannan är vit. Honan har gulaktiga fläckar på bakkroppen. Vingarna är genomskinliga med mörkt vingmärke. Vingbredden är 55 till 60 millimeter och bakkroppens längd är 24 till 27 millimeter.

## Utbredning
Den pudrade kärrtrollsländan finns i mellersta och östra Europa. I Sverige är den fridlyst men inte rödlistad som hotad. Den förekommer främst i de sydöstra delarna av landet, från Skåne till Hälsingland, men finns även spritt upp längs Norrlandskusten till de södra delarna av Västerbotten. Den är landskapstrollslända för Öland.

## Levnadssätt
Den pudrade kärrtrollsländans habitat är främst grunda vatten, ofta förhållandevis näringsfattiga sådana, med en riklig vegetation av flytande vattenväxter. Utvecklingstiden från ägg till imago är tre år och flygtiden maj till juni, i de sydligare delarna av utbredningsområdet även in i augusti.